# Тактовий розклад

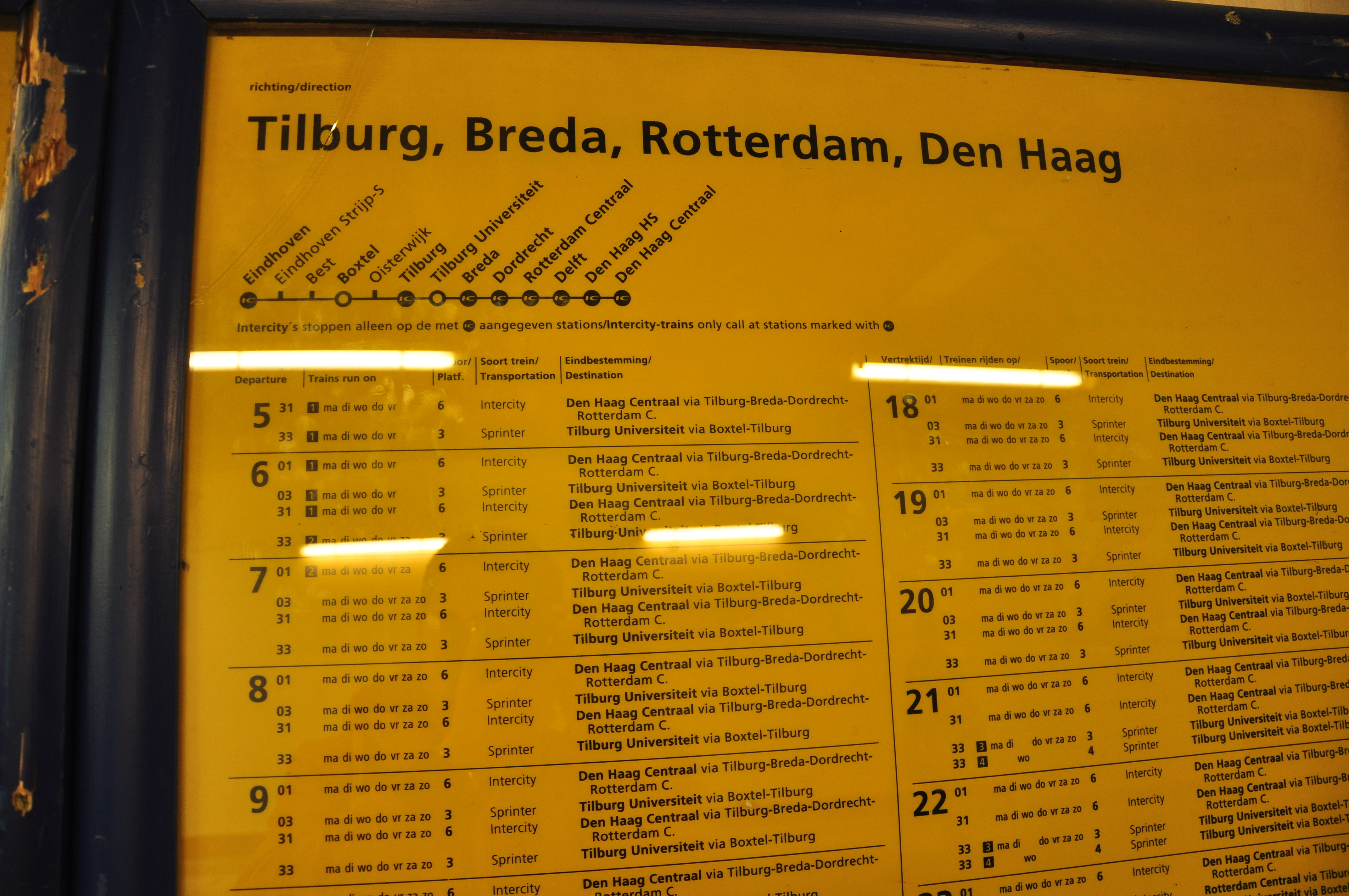
Тактовий розклад нідерландської залізниці на вокзалі м. Ейндховен

Тактовий розклад, або циферблатний розклад (англ. Clock-face scheduling) — система розкладу, згідно з якою служби громадського транспорту працюють через постійні проміжки часу, на відміну від розкладу, який керується суто попитом і має нерівномірний рух. Назва походить від того факту, що відбуття відбуваються в один і той же час або часи протягом дня. Наприклад, маршрути з періодичністю пів години можуть відправлятися о 5:15, 5:45, 6:15, 6:45, 7:15, 7:45 тощо. 
Метою є підвищення привабливості та універсальності громадського транспорту. Пасажири легко запам’ятовують такий розклад, оскільки час відправлення та прибуття відбуваються через постійні проміжки часу, повторюючись протягом дня. Регулярний повторюваний розклад протягом цілого дня також може покращити послуги в непікові години. Використання тактового розкладу може бути привабливим для транспортних операторів, оскільки повторюваний шаблон може дозволити ефективніше використовувати персонал, інфраструктуру та транспортні засоби, а також полегшити планування ресурсів.

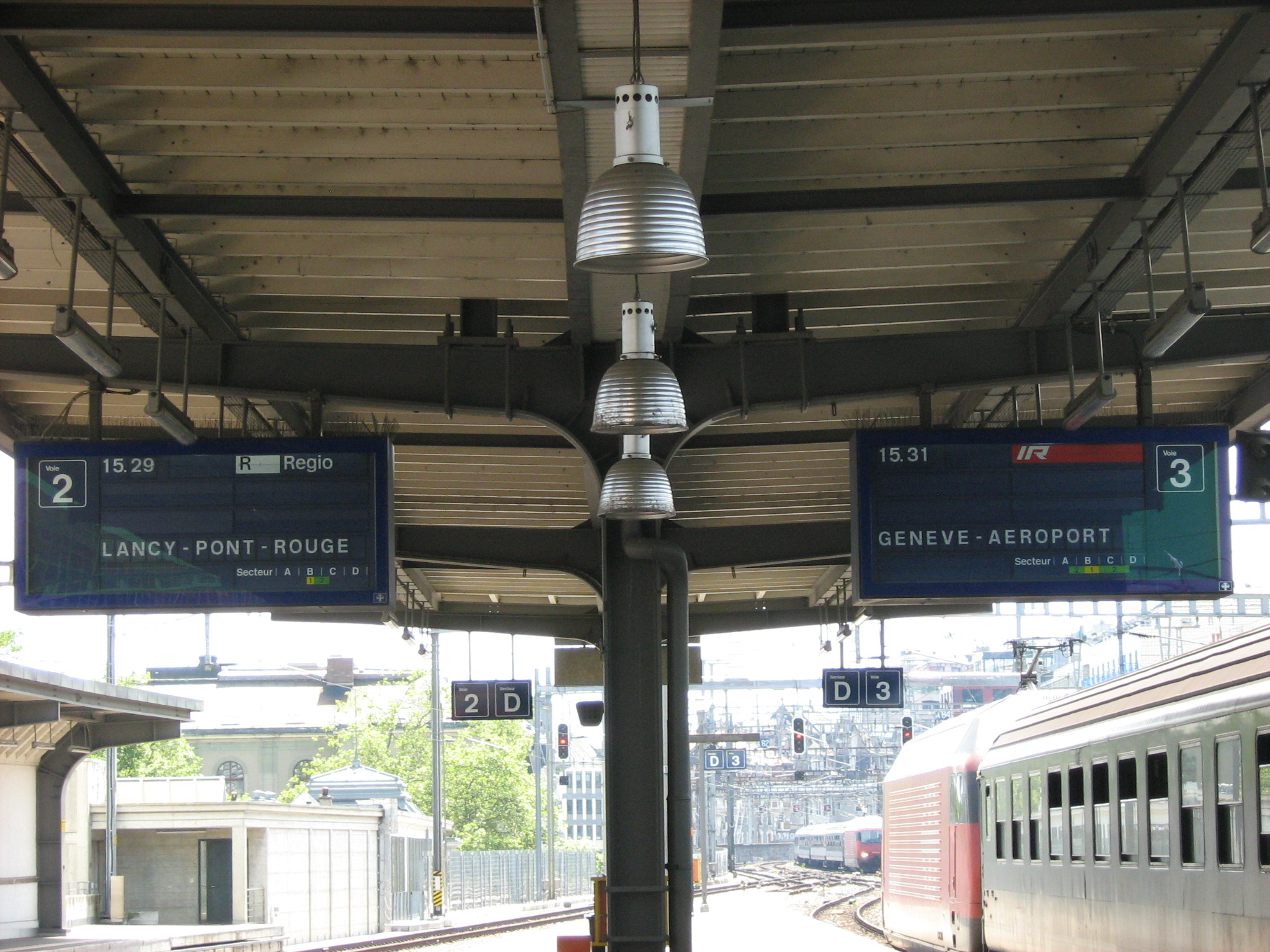
Приклад інтегрованого розкладу між різними поїздами швейцарської залізниці. Два поїзди запрограмовано зустрічаються у центрі Женеви близько 15:30, а також використовують спільну платформу, щоб мінімізувати час пересадки.

Тактові розклади вперше були розроблені наприкінці 19 століття для місцевого громадського транспорту, наприклад трамваїв та поїздів поблизу великих міст, як-от Нью-Йорк. У багатьох країнах, як-от Велика Британія, Швейцарія, Нідерланди та Німеччина, для залізниць зараз використовується саме тактовий розклад. Він також використовується для систем міського транспорту, як-от система метро Нью-Йорка та лондонський метрополітен.

## Тактовий розклад окремого маршруту
Окремі маршрути можуть мати регулярний розклад, навіть без з’єднань з іншими маршрутами. З усім тим, може виникнути необхідність узгодити розклади різних видів транспорту, якщо між ними встановлено сполучення, наприклад, на кінцевій зупинці трамвайної мережі, якщо подорож можна продовжити автобусом, щоб пасажирам не доводилося довго чекати в пункті пересадки, поки не прибуде наступний транспортний засіб.
Тактові розклади можуть бути привабливими, навіть якщо служби не забезпечують сполучення з іншим громадським транспортом, оскільки вони дозволяють безперервно використовувати транспортні засоби та персонал.
Тактові розклади, прив’язані до ліній, особливо корисні для ліній з високою частотою обслуговування. Якщо транспортні засоби з однаковим пунктом призначення слідують один за одним через короткі проміжки часу, час пересадки буде коротким, навіть якщо є затримки. Однак, якщо інтервали між обслуговуванням становлять 20 хвилин та більше, важливо, щоб розклади на кожній лінії були офіційно узгоджені. Один простий спосіб зробити це — змінити час відправлення однієї з ліній відповідно до іншої.

## Тактовий розклад мережі
Інтегрований розклад — це тактовий розклад, який охоплює не окремі лінії, а всі служби громадського транспорту в певній місцевості. Характерною рисою інтегрованих тактовий розкладів є наявність кількох центральних вузлів. Потім до всієї транспортної мережі застосовується підхід «hub-and-spoke».

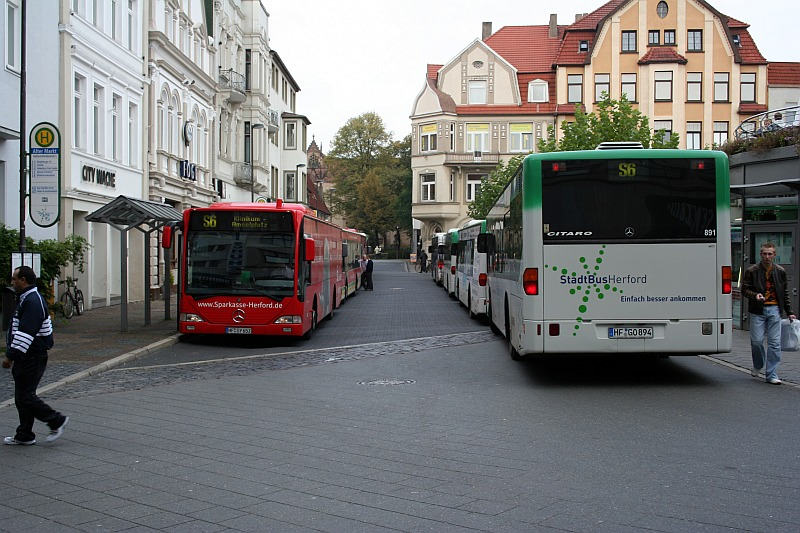
Синхронна зупинка автобусів у м. Герфорд

Зустріч кількох маршрутів у вузлах, де всі вони прибувають і відправляються одночасно, є найефективнішим способом з’єднання кількох маршрутів і видів транспорту. Мета полягає в тому, щоб скоротити час пересадки до кількох хвилин зі стандартним часом не більше п’яти хвилин.
У реальній експлуатації цей проміжок часу може бути довшим через можливі відхилення від розкладу певних маршрутів, велику кількість пасажирів (наприклад, у годину пік) або необхідність допомогти пасажирам з обмеженими можливостями. При використанні тактового розкладу ефективна та злагоджена робота навіть важливіша, ніж без нього. Якщо політика перевізника передбачає затримку рейсів для забезпечення пересадки з тих маршрутів, який запізнюються, час очікування на зупинках пересадки може стати непривабливим, і, як наслідок, інші маршрути працюватимуть із запізненням.
Прикладами таких мереж часто є нічні та міські автобусні мережі. Сполучення можуть бути оптимізовані лише всередині мережі, але не для пересадок на залізничні або міжміські автобусні лінії. Такі концепції потребують спеціально побудованих станцій, які можуть обслуговувати велику кількість пасажирів. Обмеження простору всередині міст може бути причиною використання інших концепцій.

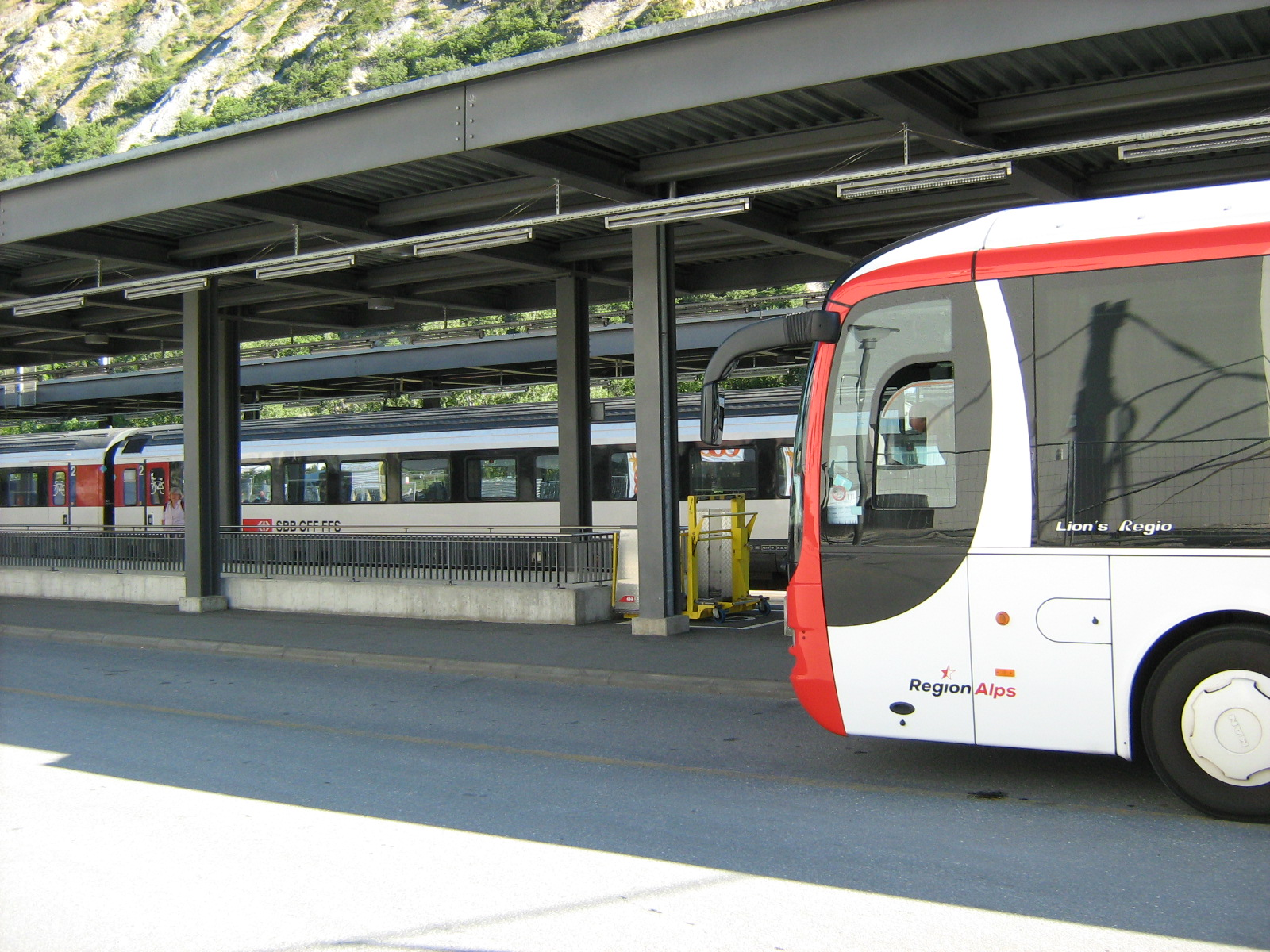
Регіональний автобусний маршрут, зупинка якого синхронізована з розкладом міжрегіональних поїздів біля вокзалу у м. Лойк

Інтегрований тактовий розклад із півгодинним або щогодинним інтервалом вимагає маршрутів, на яких шлях між кінцевими зупинками займає 28 або 58 хвилин, щоб дістатися від одного вузла до іншого (враховуючи дві хвилини пересадок і час очікування у вузлі). Маршрут, яка займає 40 хвилин, буде неефективним, оскільки пасажири та транспортні засоби занадто довго чекатимуть своїх пересадок (якщо розклади в різних вузлах не зміщені один щодо одного, щоб компенсувати це, що практично лише для мереж із дуже малою кількістю вузлів), і це генерує майже ті самі витрати, що й маршрут, який триває 58 хвилин, оскільки транспортні засоби та персонал не можуть використовуватися протягом решти 20 хвилин. Таким чином, коли вводиться інтегрований розклад, час роботи може бути скорочено або подовжено, щоб відповідати ідеальній тривалості.

### Поява інтегрованих розкладів
Перші інтегровані регулярні розклади були розроблені для залізниць. Після успішного впровадження регулярного розкладу руху на одній лінії в Швейцарії в 1968 році розвиток продовжився в Нідерландах. У 1970 і 1971 роках Нідерландська залізниця запровадила регулярний розклад із кількома вузловими пунктами. У Німеччині першим широкомасштабним використанням регулярних розкладів стала мережа InterCity 1979 року, яка забезпечувала погодинні міжміські послуги між містами. У 1982 році у Швейцарії було введено загальнонаціональний інтегрований регулярний розклад, який охоплював усі залізничні та автобусні лінії, крім кількох. Базова частота була один раз на годину. Система вдосконалювалася кожні два роки, що призвело до проекту Швейцарських федеральних залізниць Rail 2000.

### Швейцарія

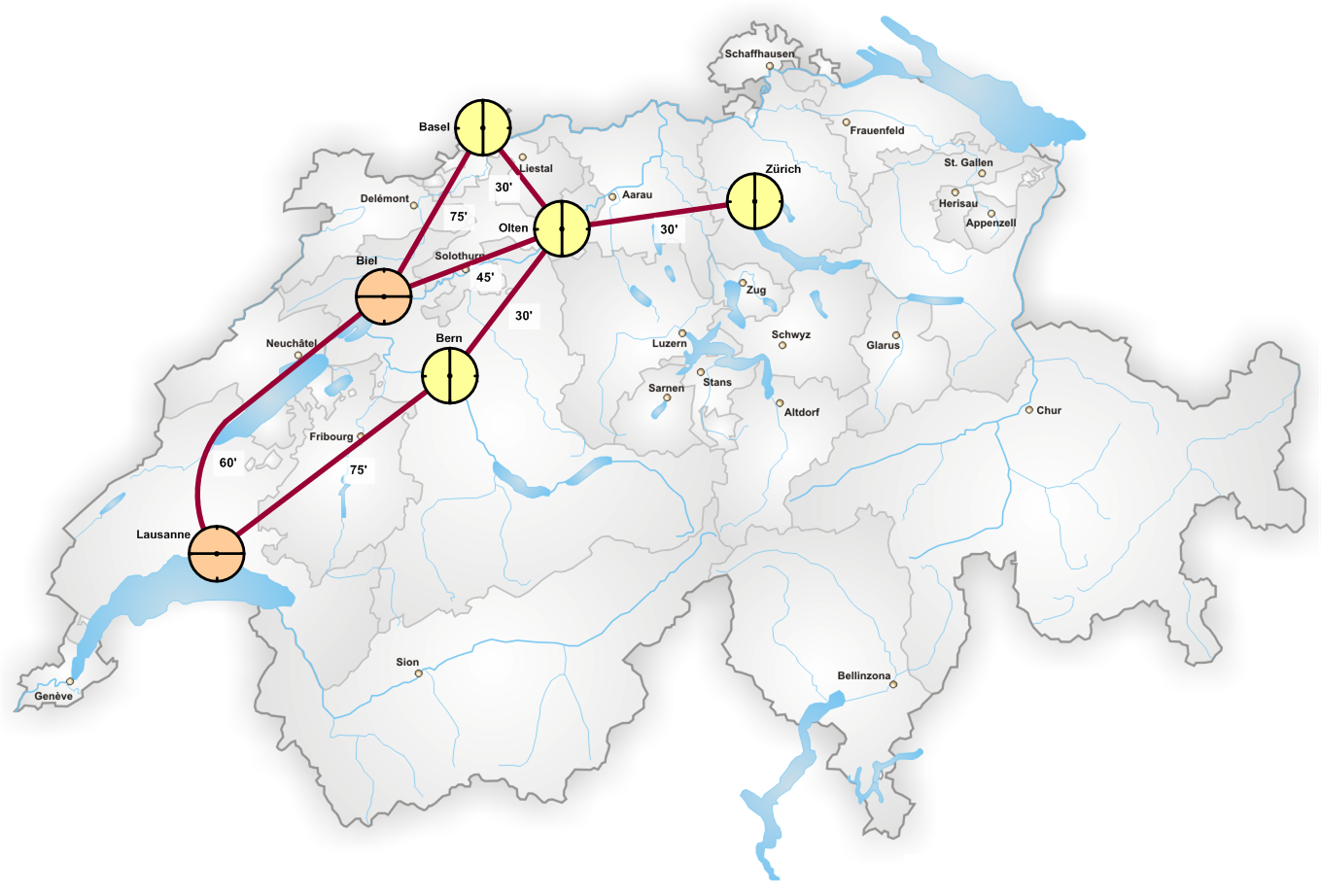
Схема вузлів швейцарської системи Rail 2000

Послуги швейцарської залізничної мережі інтегровані між собою та з іншими видами громадського транспорту. На відміну від своїх більших європейських сусідів, компактна Швейцарія не розвинула всеосяжної мережі високошвидкісних залізниць, швидкість руху на кількох ділянках  відносно високошвидкісної лінії становить 200 км/год (124 милі/год). Натомість пріоритетом є не стільки прискорення руху поїздів між містами, скільки скорочення часу сполучення по всій вузловій системі. Швейцарські федеральні залізниці адаптували свою інфраструктуру таким чином, щоб час у дорозі на головних лініях між вузловими вузлами був кратним 30 хвилинам, щоб протягом години або пів години всі поїзди стояли на головних станціях одночасно, таким чином мінімізуючи час сполучення. Дійсно, згадана вище лінія Маттштеттен-Ротріст скорочує час у дорозі з Берна до Цюріха з 72 хвилин до 56 хвилин відповідно до тактового розкладу. Швейцарський підхід іноді називають «так швидко, як це необхідно» з написанням розкладу з обов’язковим конкретним часом подорожі та модернізацією інфраструктури відповідно до запропонованого розкладу. Це було основною ідеєю проекту Rail 2000, який також використовувався для пасажирських поїздок через тунелі NRLA.
Однак на деяких одноколійних лініях розклади можуть складати 30/30 або 60/60 хвилин, причому фактичні розклади будуть асиметричними (наприклад, 20/40 хвилин), оскільки роз'їзди розташовані не ідеально, або на обох кінцях потрібно було досягнути синхронізації з іншими маршрутами.

### Німеччина
З середини 1990-х років Землі Німеччини відповідають за регіональне забезпечення залізничним транспортом і запровадили інтегровані розклади, які працюють щогодини або кожні дві години, наприклад Allgäu-Schwaben-Takt (з 1993 року), Rheinland-Pfalz-Takt (1994). і NRW-Takt (1998). Місцеві транспортні асоціації запровадили регулярні розклади з базовою частотою 20 або 30 хвилин, яка частково змінюється на 10 або 5 або навіть 15 або 7,5 хвилин, коли місця обслуговуються кількома лініями, що перекриваються. У деяких областях місцеві автобуси також інтегровані, наприклад RegioTakt у Північному Рейні-Вестфалії та в деяких частинах Нижньої Саксонії.
Ці розробки призвели до «інтегрованих острівців розкладу», які всі дотримуються загальнонімецької симетричної хвилини (58½), яка використовується також у Швейцарії та інших європейських країнах, тоді як місцевий громадський транспорт у (переважно сільських) районах між ними як і раніше дотримується нерегулярного розкладу, орієнтованого на попит. Основні проблеми існують у регіонах, де взаємодіють транспортні асоціації різних держав (наприклад, в Оснабрюку). Щоб запровадити інтегрований регулярний розклад для всієї Німеччини, у 2008 році було засновано альянс «Deutschland-Takt». У 2015 році Федеральне міністерство транспорту провело техніко-економічне обґрунтування загальнонімецького інтегрованого розкладу ("de:Deutschlandtakt"). Подібно до швейцарського прикладу, де вимоги до інфраструктури виводяться з бажаного розкладу, а не навпаки, Deutschlandtakt вимагає створення кількох нових і модернізованих ліній. Запровадження Deutschlandtakt стало проголошеною політичною метою наступних урядів на федеральному рівні приблизно до 2020 року, і були складені детальні бажані розклади.

## Зовнішні посилання
- Integrated timed transfer
- Links to graphical timetables for Swiss long distance railways and the Zürich S-Bahn